# Homogroep Wageningen
De Homogroep Wageningen – en haar voorganger de Wageningse (Studenten)Werkgroep Homosexualiteit - was een vereniging voor homo en biseksuele Wageningers in de strijd voor homo-emancipatie. De eerste aanzet werd gegeven eind jaren 60. In de jaren 80 werd de Homogroep een vereniging en vond ze een vaste standplaats in de Wilde Wereld in de Burgtstraat in Wageningen. In 2010 veranderde de naam in SHOUT Wageningen.

## De homobeweging in Wageningen
De Homogroep Wageningen ontstond eind jaren 60 toen er in de veranderende tijd van jongerencultuur en protest ook behoefte ontstond bij homoseksuele studenten om zich uit te spreken en te organiseren. In 1968 werd door een aantal mensen de Wageningse Studenten Werkgroep Homosexualiteit (WSWH) opgericht en bij het gemeentelijk postkantoor een postbus geopend. In 1972 veranderde de WSWH haar naam in Wageningse Werkgroep Homosexualiteit (WWH). Zonder vaste standplaats gebruikte de groep voor activiteiten vrijwel alle bekende plaatsen en zaaltjes in de stad, zoals jongerenvereniging Unitas, café Troost, Jokari en het Wijkhuis. Hoewel ook de niet universitaire Wageninger tot de doelgroep behoorde bleef het publiek vooral bestaan uit studenten. Eind jaren 70 organiseerde de WWH de 'Troika avonden' in Kafé Troost. Deze waren bedoeld om hetero's en homo's meer te integreren.
In 1981 ging de groep zich 'Homogroep Wageningen' noemen en werd in 1985 een officiële vereniging met als standplaats De Wilde Wereld aan de Burgtstraat. In 1989 werd daar het eerste homocafé georganiseerd. Vanaf 1988 gaf de Homogroep ook een eigen krantje uit onder de naam 'het Roze Bericht'.

## Voortzetting als SHOUT
Na 2000 kwam de Homogroep opnieuw in een lastige periode. Bij snel wisselende studentengroepen gaat de activiteit nu eenmaal altijd op en neer. In 2006 verviel onder andere de gemeentelijke subsidie voor de vaste medewerker. Ook kwam er steeds vaker concurrentie met andere homo-initiatieven in de stad. In 2009 werden de eerste SHOUT-feesten georganiseerd. en in 2010 besloot de Homogroep tot een hervorming van de organisatie, door volledig verder te gaan onder de naam SHOUT Wageningen. Hoewel nog altijd niet alleen gericht op studenten, is SHOUT te zien als een lhbt-studentenvereniging.